# Марк Перперна (консул 92 пр.н.е.)
Вижте пояснителната страница за други личности с името Марк Перперна.
Марк Перперна (на латински: Marcus Perperna; * 147 пр.н.е.; † 49 пр.н.е.) е политик на късната Римска република.
Той произлиза от етруската фамилия Перперна и е син на Марк Перперна (консул 130 пр.н.е.).
През 92 пр.н.е. той е консул заедно с Гай Клавдий Пулхер. През 86 пр.н.е. е цензор заедно с Луций Марций Филип. Перперна умира на 98 години; той надживява всички, които са били сенатори по време на консулата му.
Той е баща на Марк Перперна (претор 82 пр.н.е.) и на Перпения, която се споменава през 69 пр.н.е.в. като весталка.